# 모세 아미라우트

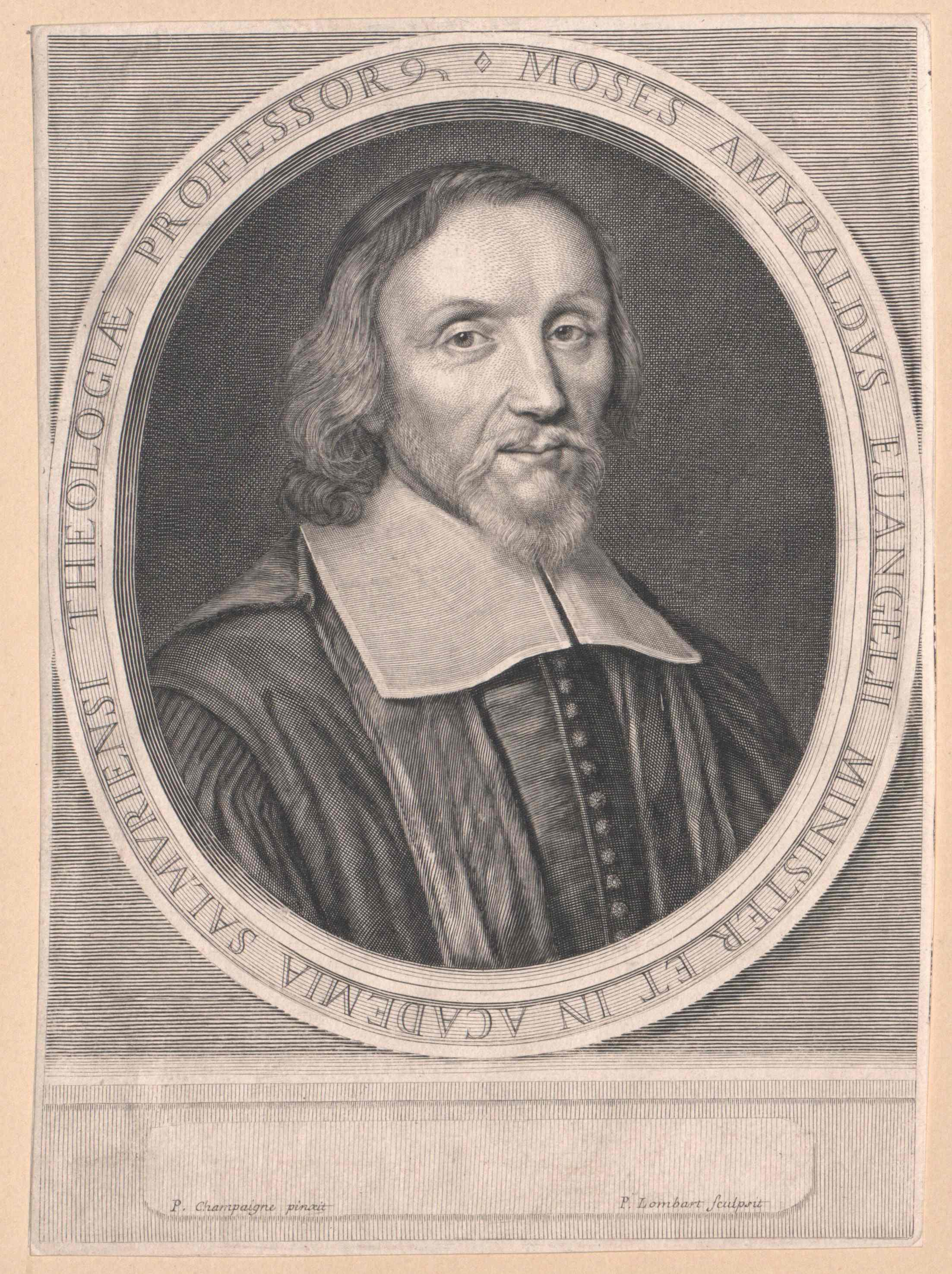
모세 아미라우트(Moïse Amyraut)

모세 아미라우트(Moïse Amyraut, 라틴어 Moyses  Amyraldus, 1596년 9월  – 1664년 1월 8일)는 프랑스의 개신교 신학자 형이상학자이다. 그에게 가장 잘 알려진 것은 그리스도의 대속의 본질과 관련된  칼빈주의 신학에 대한 수정이다. 이것을 아미라우트주의(Amyraldianism)라고 부른다.

## 신학
모세 아미라우트는 프랑스의 유그노출신의 개신교 신학자이다. 칼빈의 기독교강요의 영향을 받고 신학자가 되었다. 1633년부터 1644년까지 소뮈르학교에서 교수를 하였다. 그는 그리스도의 대속의 본질과 관련된  칼빈주의 신학에 대한 수정을 하였다. 그는 칼빈주의 구원론에서 예정론을 부드럽게 만들고자 신학적 수정을 하여 가정적 보편구원설(가정적 만인구원설)을 주장하였다. 믿는 모든들은 누구나 구원되지만 모두 범죄했기 때문에 실제 불가능하다는고 한다. 그러나 하나님은 그 죄에도 불구하고 선택된 자만은 반드시 구원한다는 주장이다. 또한 도르트 신조가 주장하는 아담의 언약적 대표설과 맞지않아서 정통교리로 인정을 받지 못하였다. 

## 참고 문헌
- Edm. Saigey, Moses Amyraut, sa vie et ses écrits (1849)
- Alex. Schweizer in Tüb. theol. Jahrbb., 1852, pp. 41 ff. 155 ff., Protestant.
- Central-Dogmen (1854 ff.), ii. 225 ff., and in Herzog-Hauck, Realencyklopädie
- Pierre Bayle, s.v.; Biog. Univ., s.v. John Quick, Synodicon in Gallia Reformata pp. 352–357
- ____ MS. Icones Sacrae Gallicanae: Life of Cameron
- This article incorporates text from a publication now in the public domain: Chisholm, Hugh, ed. (1911). "Amyraut, Moses". Encyclopædia Britannica (11th ed.). Cambridge University Press.
- 본 문서에는 현재 퍼블릭 도메인에 속한 브리태니커 백과사전 제11판의 내용을 기초로 작성된 내용이 포함되어 있습니다.

## 같이 보기
- 아미라우트주의
- 리차드 백스터